# Dolmens de la Lauze
Les dolmens de la Lauze sont un groupe de trois dolmens situé à Banne, dans le département français de l'Ardèche. 

## Historique
Le site est mentionné par Jules de Malbos (1782-1867), savant géologue et spéléologue ardéchois.
Le dolmen n°2 est classé au titre des monuments historiques en 1889.